# Scharbeutz
Scharbeutz är en kommun (Gemeinde) i Kreis Ostholstein i förbundslandet Schleswig-Holstein belägen vid Lübeckbukten i norra Tyskland. Scharbeutz är en nordligt belägen förort till Lübeck och ligger längs motorvägen A1. Folkmängden uppgår till cirka 12 000 invånare.